# Anderson Heights
Le Anderson Heights formano un altopiano di forma grossomodo rettangolare e coperto di neve che fa parte dei Monti Bush, una catena montuosa dei Monti della Regina Maud, in Antartide.
Si estendono per circa 7 miglia nautiche (13 km) in lunghezza e 6 miglia nautiche (11 km) in larghezza a un'altitudine di poco superiore ai 2.400 m. Sono posizionate tra il Mount Bennett e Mount Butters, nella parte orientale dei Monti Bush.
Furono scoperte e fotografate dalla Operation Highjump (1946–47) della U.S. Navy, durante i voli del 6 febbraio 1947 e denominate dal Comitato consultivo dei nomi antartici (US-ACAN) in onore del luogotenente George H. Anderson, pilota della U.S. Navy durante il volo 8 di quel giorno dalla base di esplorazione Little America al Polo Sud e ritorno.